# 1900年のスポーツ

## 総合競技大会
- 第2回パリオリンピック（5月14日～10月28日）

| 第2回パリオリンピック        | 第2回パリオリンピック | 第2回パリオリンピック | 第2回パリオリンピック | 第2回パリオリンピック | 第2回パリオリンピック |
| 順位                         | 国・地域名            | 金                    | 銀                    | 銅                    | 計                    |
| ---------------------------- | --------------------- | --------------------- | --------------------- | --------------------- | --------------------- |
| 1                            | フランス              | 25                    | 36                    | 31                    | 92                    |
| 2                            | アメリカ合衆国        | 20                    | 14                    | 15                    | 49                    |
| 3                            | イギリス              | 16                    | 6                     | 9                     | 31                    |
| 4                            | スイス                | 6                     | 1                     | 1                     | 8                     |
| 5                            | ベルギー              | 5                     | 5                     | 5                     | 15                    |
| 6                            | 混合チーム (ZZX)      | 4                     | 3                     | 3                     | 10                    |
| 7                            | ドイツ帝国            | 3                     | 2                     | 2                     | 7                     |
| 8                            | イタリア王国          | 2                     | 1                     | 0                     | 3                     |
| 9                            | オーストラリア        | 2                     | 0                     | 3                     | 5                     |
| 10                           | デンマーク            | 1                     | 3                     | 2                     | 6                     |
| 10                           | ハンガリー            | 1                     | 3                     | 2                     | 6                     |
| 詳細はメダル受賞数一覧を参照 |                       |                       |                       |                       |                       |

## アイスホッケー
- スタンレー・カップ

2月：優勝：モントリオール・シャムロックス (CAHL)、準優勝：ウィニペグ・ヴィクトリアズ (MHL)
3月：優勝：モントリオール・シャムロックス (CAHL)、準優勝：ハリファックス・クレセンツ

## 大相撲
- 陣幕久五郎、東京・深川の富岡八幡宮に横綱力士碑を建立

## 競馬

### イギリス
英クラシック
- 2000ギニー優勝馬：ダイヤモンドジュビリー
- 1000ギニー優勝馬：ウイニフレッダ
- エプソムダービー優勝馬：ダイヤモンドジュビリー
- オークス優勝馬：ラロッチェ
- セントレジャーステークス優勝馬：ダイヤモンドジュビリー
  - ダイヤモンドジュビリーが三冠達成
  - クラシック競走をセントサイモン産駒が独占

その他主要レース
- ジョッキークラブステークス優勝馬：ディガイズ
- アスコットゴールドカップ優勝馬：マーマン
- グッドウッドカップ優勝馬：マザガン
- ドンカスターカップ優勝馬：キングズクーリアー
- エクリプスステークス優勝馬：ダイヤモンドジュビリー
- プリンスオブウェールズステークス優勝馬：サイモンデイル
- チャンピオンステークス:優勝馬：ソリテイア
- ケンブリッジシャーステークス優勝馬：ベリー
- グランドナショナル優勝馬：アンブッシュ

リーディングサイアー
- チャンピオンサイアー - セントサイモン
- チャンピオンブルードメアサイアー - ベンドア

## ゴルフ

### 世界4大大会（男子）
- 全米オープン優勝者：ハリー・バードン（イギリス）
- 全英オープン優勝者：ジョン・ヘンリー・テイラー（イギリス）

## テニス

### グランドスラム
- 全仏選手権　男子単優勝：パウル・アイメ（フランス）、女子単優勝：エレーヌ・プレボー（フランス）
- ウィンブルドン　男子単優勝：レジナルド・ドハティー（イギリス）、女子単優勝：ブランチ・ビングリー・ヒルヤード（イギリス）
- 全米選手権　男子単優勝：マルコム・ホイットマン（アメリカ）、女子単優勝：マートル・マカティアー（アメリカ）

### パリオリンピック
- 男子シングルス　金：ローレンス・ドハティー（イギリス）、銀：ハロルド・マホニー（イギリス）、銅：レジナルド・ドハティー（イギリス）／アーサー・ノリス（イギリス）
- 女子シングルス　金：シャーロット・クーパー（イギリス）、銀：エレーヌ・プレボー（フランス）、銅：マリオン・ジョーンズ（アメリカ）／ヘドヴィガ・ローゼンバウモワ（ボヘミア）
- 男子ダブルス　金：レジナルド・ドハティー＆ローレンス・ドハティー（イギリス）、銀：マックス・デキュジス（フランス）＆バシル・スポールディング・デ・ガーメンディア（アメリカ）、銅：／アンドレ・プレボー＆ジョルジュ・ド・ラ・シャペル（フランス）／ハロルド・マホニー＆アーサー・ノリス（イギリス）
- 混合ダブルス　金：レジナルド・ドハティー＆シャーロット・クーパー（イギリス）、銀：ハロルド・マホニー（イギリス）＆エレーヌ・プレボー（フランス）、銅：アーチボルド・ワーデン（イギリス）＆ヘドヴィガ・ローゼンバウモワ（ボヘミア）／ローレンス・ドハティー（イギリス）＆マリオン・ジョーンズ（アメリカ）

女子シングルスと混合ダブルス部門の初開催。準決勝敗退選手（ペア）による銅メダル決定戦は行わず、両方に銅メダルを授与した。男子・混合ダブルスでは、違う国の選手でペアを組む「混合チーム」（ZZX）もあった。

## 野球

### アメリカ大リーグ
- ナショナルリーグ優勝：ブルックリン・スーパーバス
- 1月29日 - アメリカンリーグ結成

## 誕生
- 1月13日 - 清水川元吉（青森県、相撲、+1967年）
- 3月6日 - レフティ・グローブ（アメリカ、野球、+1975年）
- 3月15日 - 富木謙治（秋田県、合気道・柔道、+ 1979年）
- 3月17日 - マヌエル・プラサ（チリ、陸上競技、+1969年）
- 4月26日 - ハック・ウィルソン（アメリカ、野球、+1948年）
- 5月5日 - チャールズ・ジュウトロー（アメリカ、スピードスケート、+1996年）
- 8月11日 - チャールズ・パドック（アメリカ、陸上競技、+1943年）
- 9月7日 - 松沢一鶴（東京都、水泳、+1965年）[1]
- 11月11日 - ハリナ・コノパッカ（ポーランド、陸上競技、+1989年）
- 11月25日 - 嘉納履正（東京都、柔道、+1986年）